# 己二酸镁

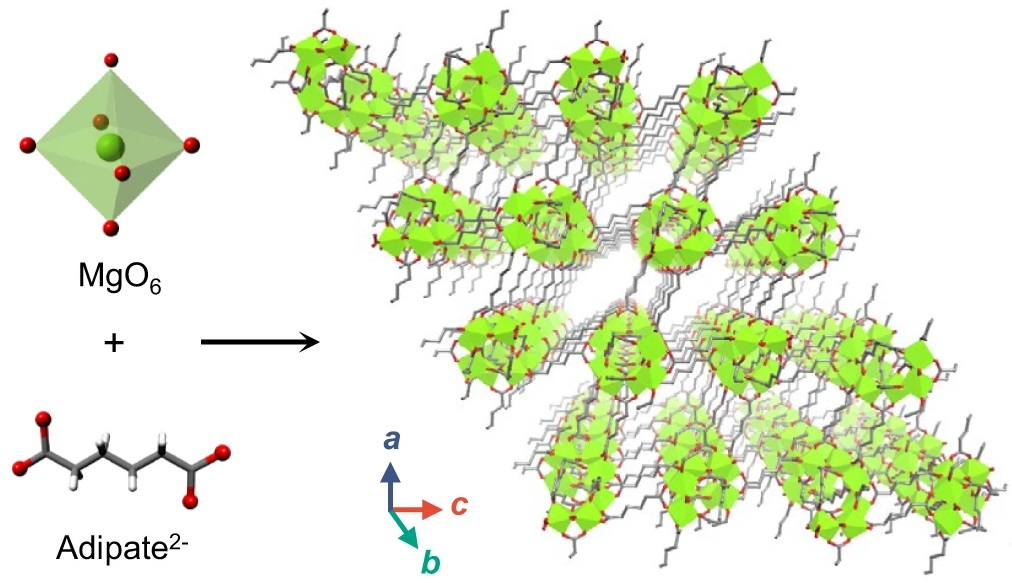
Mg-adp是一种金属有机框架材料，熔化后淬火可以得到玻璃态材料

己二酸镁是一种化合物，化学式为MgC6H8O4，它的四水合物为单斜晶系晶体，空间群P21/c，可由碳酸镁和己二酸反应制得。若以硝酸镁六水合物和己二酸在DMA和甲醇的混合溶剂中于120 °C反应，可以得到其DMA合物，{[Mg4(C6H8O4)4(DMA)(H2O)]·5DMA·2MeOH·4H2O}（Mg-adp·solv，solv为客体溶剂分子）。它在25~320 °C会先后失去所有的客体溶剂分子和配位溶剂分子。